# Азербайджан на «Евровидении-2009»
Азербайджан на «Евровидении» в 2009 году выступал второй раз. Его представляли азербайджанская певица Айсель Теймурзаде и ирано-шведский певец Араш, исполнив песню «Always» и заняв 3-е место.

## Внутренний отбор
Как и в прошлом году Азербайджан начал отбор серией кастингов за закрытыми дверьми, первый из которых прошёл 24 октября. Однако, Азербайджанское телевидение предпочитает не объявлять официально имена участников данных кастингов или членов жюри. «Любой желающий может просто прийти и выступить», был единственный ответ представителя телекомпании на вопрос, почему не были официально опубликованы правила и детали отбора.
По словам представителя комитета по подготовке к конкурсу первая стадия отбора (кастинги за закрытыми дверьми) продолжался 8 ноября. Этот этап нацелен прежде всего на живое прослушивание менее известных артистов, и любой желающий может прийти и исполнить любую песню, вне зависимости оригинал или кавер. По словам представителя ITV информация, распространяемая о кастингах различными СМИ зачастую не соответствует действительности.
Среди артистов, появившихся в первые два дня кастингов (24-25 октября) были Гюнешь Абасова, Нура Сури, Севда Яхъяева, Джабраил Расулов, Айсель Теймурзаде и другие, менее известные бывшие участники шоу талантов «Yeni ulduz», «Azeri Star», «Sing Your Song» и других, всего около 30 исполнителей. Как иногда неправильно сообщается, Натаван Хабиби, Эльнара и другие известные артисты не были вовлечены в этот этап отбора. Организаторы отбора оставляют за собой право пригласить опытных артистов напрямую на следующие его стадии. Для них нет необходимости появляться на стадии кастингов, поскольку жюри осведомлено о их возможностях, но их призывают в любом случае заявить о желании принять участие в отборе. Если для Евровидения будут найдены 2-5 подходящих кандидатов, среди них может быть проведен национальный отбор. В ином случае, канал оставляет за собой право назначения представителя на конкурсе напрямую.

## В полуфинале
| Голоса за исполнителя Азербайджана в полуфинале | Голоса за исполнителя Азербайджана в полуфинале      |
| ----------------------------------------------- | ---------------------------------------------------- |
| Оценка                                          | Страна                                               |
| 12                                              | Польша, Словакия, Венгрия, Молдавия, Украина, Россия |
| 10                                              | Кипр, Литва, Эстония, Франция                        |
| 8                                               | Латвия, Дания, Нидерланды                            |
| 7                                               | Греция, Испания                                      |
| 6                                               | Хорватия, Ирландия, Сербия, Норвегия, Словения       |
| 5                                               | -                                                    |
| 4                                               | -                                                    |
| 3                                               | -                                                    |
| 2                                               | -                                                    |
| 1                                               | -                                                    |

| Голоса телезрителей Азербайджана в полуфинале | Голоса телезрителей Азербайджана в полуфинале |
| --------------------------------------------- | --------------------------------------------- |
| Оценка                                        | Страна                                        |
| 12                                            | Норвегия                                      |
| 10                                            | Украина                                       |
| 8                                             | Венгрия                                       |
| 7                                             | Молдавия                                      |
| 6                                             | Литва                                         |
| 5                                             | Албания                                       |
| 4                                             | Греция                                        |
| 3                                             | Эстония                                       |
| 2                                             | Дания                                         |
| 1                                             | Польша                                        |

## Финал
В финале Айсель и Араш выступали под номером 11 и заняла 3-е место с 207 баллами. 12 баллов Азербайджану дала  Турция. В общем за Азербайджан проголосовало 34 страны, 7 стран не отдали Азербайджану ни одного голоса.

Голоса за исполнителей Азербайджана в финале

| Голоса за Айсель и за Араша в финале | Голоса за Айсель и за Араша в финале                                          |
| ------------------------------------ | ----------------------------------------------------------------------------- |
| Оценка                               | Страна                                                                        |
| 12                                   | Турция                                                                        |
| 10                                   | Чехия, Венгрия, Украина, Молдавия, Норвегия, Хорватия, Белоруссия, Нидерланды |
| 8                                    | Кипр, Дания, Греция, Швеция, Болгария                                         |
| 7                                    | Россия, Эстония                                                               |
| 6                                    | Польша, Израиль, Черногория                                                   |
| 5                                    | Литва                                                                         |
| 4                                    | Латвия, Сербия, Албания, Румыния, Словакия                                    |
| 3                                    | Бельгия, Македония, Великобритания, Босния и Герцеговина                      |
| 2                                    | Финляндия                                                                     |
| 1                                    | Мальта, Армения, Франция, Словения                                            |

| Голоса телезрителей Азербайджана в финале | Голоса телезрителей Азербайджана в финале |
| ----------------------------------------- | ----------------------------------------- |
| Оценка                                    | Страна                                    |
| 12                                        | Турция                                    |
| 10                                        | Украина                                   |
| 8                                         | Норвегия                                  |
| 7                                         | Молдавия                                  |
| 6                                         | Россия                                    |
| 5                                         | Хорватия                                  |
| 4                                         | Эстония                                   |
| 3                                         | Румыния                                   |
| 2                                         | Босния и Герцеговина                      |
| 1                                         | Литва                                     |

## Скандалы
- Во время прямого эфира, по словам телевидения Армении, Общественное телевидение Азербайджана специально скрывало номер телефона, по которому можно было голосовать за исполнительниц из Армении. Армяне подали жалобу в оргкомитет Евровидения[2][3]. Азербайджан отрицал свою вину в происходящем[4][5][6], и в итоге выяснилось, что из Азербайджана всё-таки поступили 43 голоса за армянский дуэт, однако всех голосовавших задержала полиция. На допросе представители полиции и спецслужб обвиняли всех голосовавших в неподобающем поведении и чуть ли не государственной измене. В итоге Европейский вещательный союз изменил правила конкурса и обязал национального телевещателя (а не телекоммуникационную компанию) не раскрывать никому персональные данные голосовавших. Более того, Азербайджан чуть не был наказан трёхлетней дисквалификацией за подобную выходку[7][8][9].
- СМИ Белоруссии после конкурса заявили, что кто-то из азербайджанцев подкупил белорусских студентов в обмен на их телефонные звонки и СМС-сообщения в поддержку Азербайджана. Утверждалось, что неизвестные отвозили на 10 автобусах белорусов к белорусско-литовской границе[10], а студенты при помощи белорусских и литовских SIM-кард звонили на номера для поддержки Азербайджана и отправляли СМС-сообщения. В итоге Азербайджан заработал 10 баллов от Белоруссии и ещё 5 баллов от Литвы (было отправлено с этих номеров 450 голосов для каждой страны). Водители утверждали, что каждому заплатили по 100 тысяч белорусских рублей[10][11], а в сумме с арендой автобусов все голосовавшие получили 55 миллионов белорусских рублей. Глава азербайджанской диаспоры Беларуси Натик Багиров[12] отверг все подобные обвинения и сказал, что за азербайджанцев голосовала вся Европа, а о подобных действиях общины он бы давно узнал. В свою очередь, член жюри от Белоруссии, Сергей Малиновский, открыто назвал подобные слухи бредовыми и заявил, что никто не собрал бы столько денег для голосования[10][11][13]. Впрочем, позднее водители признались, что подобная акция проводится каждый год и что меняются только заказчики, предлагающие проголосовать за ту или иную страну[10][11].